# 103 (серия жилых домов)
103 — серия кирпично-бетонных жилых домов, разработанная в Латвийской ССР институтом Латгипрогорстрой в 1966 году и запущенная в массовое строительство начиная с 1971 года.
Одна из первых массовых серий кирпично-бетонного типового жилья, такие дома построены во всех республиках СССР. Дома этой серии имеют несущие стены из красного кирпича и белого бетона, как правило, в 5 и редко 6 этажей без лифта.  Некоторые дома оборудовались мусоропроводом и 2 входами. На каждом этаже располагалось по 3 квартиры (на первом этаже 2 квартиры), с большими лоджиями.

## Характеристика
Проект жилого дома 103-й серии был утверждён в 1966 году, массовое строительство началось в IX пятилетке и продолжалось даже после распада СССР, в 1990-е годы. Усовершенствованный проект был оснащен мусоропроводом. Поскольку данный проект позволяет легко менять планировку квартир на этаже, на его основе были разработаны также спецпроекты и утверждённые для массового применения модификации с одной трёх- и четырёхкомнатной квартирой на этаже.
Первоначально установленный срок эксплуатации дома составлял 50 лет. По заказу министерства экономики Латвии было проведено обследование 15 домов в разных районах республики, после которого было установлено хорошее состояние несущих конструкций и срок эксплуатации дома был продлен до 70 лет, с рекомендацией провести ремонт инженерных сетей и ограждающих конструкций лоджий, а также восстановить гидроизоляцию подвалов.
Уровень сложности строительства пятиэтажного дома 103 серии с кирпичными несущими стенами выше, чем панельного:  один квадратный метр требовал 2,13 человекодней.
В силу того, что дома 103-й серии получили широкое распространение, существует множество вариантов проекта. Так, в Латвийской ССР архитекторы А. Плесумс и Дз. Озолиня адаптировали  проект для сельской местности в малоэтажном варианте: в посёлке Злекас Вентспилсского района был построен массив таких домов, размещённых с учётом  рельефа местности. Фактура фасада и кирпич, по мнению архитекторов, органично вписываются в традиционную застройку не только Риги, но и других городов Латвии.
Проект дома отличается качественной планировкой и исполнением при строительстве, теплоизоляцией, наличием встроенных ниш для шкафов, просторных лоджий. В планировке домов 103 серии был применён принцип зонирования жилого пространства: санузлы прилегают к спальням, а гостиная к кухне. В Латвийской ССР совместно с  создателями 103-й серии поработлаи и разработчики мебели: под габариты кухни ЦКБ Министерства деревообрабатывающей промышленности Латвийской ССР разработало специальный комплект мебели НКМ-3 с холодным шкафом.

## Этажность и планировки квартир
Дома 103-й серии строились в основном этажностью в пять, иногда в малоэтажном варианте (три этажа) или в шесть этажей.